# Tivoli (Grenada)
Tivoli ist eine Siedlung im Nordosten des Inselstaates Grenada in der Karibik. 

## Geographie
Der Ort liegt  im Parish Saint Patrick, auf der Grenze zum Parish Saint Andrew zwischen Belmont, Mount Rose, La Poterie und Conference.